# Exhyalanthrax semilautus
Exhyalanthrax semilautus är en tvåvingeart som först beskrevs av Hesse 1956.  Exhyalanthrax semilautus ingår i släktet Exhyalanthrax och familjen svävflugor. Inga underarter finns listade i Catalogue of Life.